# Іоаким (патріарх Московський)
Патріарх Іоаким (в миру Іван Петрович Савйолов-Перший; 1620–1690) — дев'ятий і передостанній в досинодальний період патріарх Московський і всієї Росії (26 липня 1674 — 17 березня 1690).

## Життєпис
Був ченцем Межигірського монастиря у Києві. Вінчав гетьмана Івана Самойловича.
У 1685-1686 роках добився підпорядкування Київської митрополії Московській Патріархії. Восени 1685 року висвятив у Москві Гедеона Четвертинського на престол Київського митрополита, який склав присягу на вірність Московському Патріарху.
Після смерті Йоакима патріархом був обраний митрополит Казанський Адріан, а митрополит Псковський Маркел, який теж міг бути обраним, переведений до Казані.